# West-Duits voetbalkampioenschap 1931/32
In 1931/32 werd het 25ste voetbalkampioenschap gespeeld dat georganiseerd werd door de West-Duitse voetbalbond.
De eindronde werd weer hervormd en enkel de kampioenen plaatsten zich. FC Schalke 04 werd kampioen en Borussia Fulda vicekampioen. Beide clubs plaatsten zich voor de eindronde om de Duitse landstitel. Dit jaar werd het derde ticket voor de eindronde toegekend aan de bekerwinnaar, VfL Benrath. In de eindronde verloor Fulda verloor van 1. FC Nürnberg en Benrath van Hamburger SV. Schalke versloeg SuBC Plauen en Hamburger SV. In de halve finale verloor de club van Eintracht Frankfurt.

## Deelnemers aan de eindronde
| Club                             | Gekwalificeerd als           |
| -------------------------------- | ---------------------------- |
| SpVgg Sülz 07                    | Rijnkampioen                 |
| Sportfreunde Schwarz-Weiß Barmen | Kampioen van Bergisch-Mark   |
| FV 1911 Neuendorf                | Kampioen van Middenrijn      |
| Meidericher SpV 02               | Kampioen van Nederrijn       |
| FC Schalke 04                    | Kampioen van Ruhr            |
| SpVgg Herten 07                  | Kampioen van Westfalen       |
| 1. SV 04 Borussia Fulda          | Kampioen van Hessen-Hannover |
| SuS Hüsten 09                    | Kampioen van Zuidwestfalen   |

## Eindronde

### Eerste Ronde
|               |               |       |                   |        |
| 10 april 1932 | SpVgg Sülz 07 | 4 - 0 | FV 1911 Neuendorf | Keulen |
| 10 april 1932 |               |       |                   | Keulen |

|               |                                  |       |                         |           |
| 10 april 1932 | Sportfreunde Schwarz-Weiß Barmen | 1 - 2 | 1. SV 04 Borussia Fulda | Wuppertal |
| 10 april 1932 |                                  |       |                         | Wuppertal |

|               |                 |       |                    |                  |
| 10 april 1932 | SpVgg Herten 07 | 1 - 4 | Meidericher SpV 02 | München-Gladbach |
| 10 april 1932 |                 |       |                    | München-Gladbach |

|               |               |       |               |        |
| 17 april 1932 | FC Schalke 04 | 2 - 0 | SuS Hüsten 09 | Bochum |
| 17 april 1932 |               |       |               | Bochum |

### Halve Finale
|               |                         |       |               |        |
| 17 april 1932 | 1. SV 04 Borussia Fulda | 2 - 0 | SpVgg Sülz 07 | Kassel |
| 17 april 1932 |                         |       |               | Kassel |

|               |                    |       |               |          |
| 24 april 1932 | Meidericher SpV 02 | 1 - 5 | FC Schalke 04 | Duisburg |
| 24 april 1932 |                    |       |               | Duisburg |

### Finale
|            |               |       |                         |        |
| 1 mei 1932 | FC Schalke 04 | 5 - 1 | 1. SV 04 Borussia Fulda | Keulen |
| 1 mei 1932 |               |       |                         | Keulen |